# Mathieu Chiquet
Mathieu Chiquet (19 de septiembre de 1970) es un deportista francés que compitió en snowboard. Ganó una medalla de plata en el Campeonato Mundial de Snowboard de 2001, en la prueba de eslalon gigante paralelo.

## Medallero internacional
| Campeonato Mundial | Campeonato Mundial            | Campeonato Mundial | Campeonato Mundial       |
| Año                | Lugar                         | Medalla            | Competición              |
| ------------------ | ----------------------------- | ------------------ | ------------------------ |
| 2001               | Madonna di Campiglio (Italia) | Medalla de plata   | Eslalon gigante paralelo |